# شهرستان کاروینا
ناحیهٔ کاروینا (به چکی: Karviná District) یک ناحیه در جمهوری چک است که در منطقه موراوی-سیلزی واقع شده‌است. ناحیهٔ کاروینا ۳۵۶٫۲۴ کیلومتر مربع مساحت دارد.